# Vizovické pečivo
Vizovické pečivo je nejedlé figurální pečivo dekorativního charakteru. Patří k obřadním pečivům, jejichž výroba se dlouhou dobu na jednom místě dědila z generace na generaci a stalo se tak pro svůj region charakteristickým.

## Tvary a výroba
Aby neztratilo svou národopisnou a výpovědní hodnotu, drží se jeho výrobci původních tradičních vzorů, převzatých z minulosti. Jednotlivé zvířecí figurky mají své tradiční symbolické významy, např. veverka je symbol hospodárnosti, žába je symbol dostatku pitné vody, štír je symbolem bohatství. Historie jeho výroby ve Vizovicích sahá několik století zpět a některé figurky symbolizují věci již zaniklé v minulosti, např. figurka mrtvé holubičky byla znamením, že v horách zemřel zbojník.
Těsto se vyrábí pouze z mouky a vody a ručně se tvaruje s pomocí pěti technik – střih, řez, vpich, obtisk a mašličkování. Po zaschnutí se natře vajíčkem a suší se několik hodin v troubě.

## Vizovické pečivo v kultuře
- V animovaném filmu Hračky pračky z roku 1980 použila Hermína Týrlová jako materiál vizovické pečivo.[5]
- V roce 1970 vzniknul o výrobě vizovického pečiva dokumentární televizní film Vizovické pečivo manželů Lutonských.[6]